# アメリカ連合国

アメリカ連合国
Confederate States of America (英語)

国の標語: Deo Vindice（ラテン語）
我々の擁護神の下で国歌: God Save the South（英語）
神よ南部を救いたまえ （非公認）
 
Dixie（英語）
ディキシー（非公式）

アメリカ連合国の位置

アメリカ連合国（アメリカれんごうこく、英語: Confederate States of America、略称：CSA）は、1861年から1865年まで存在したアメリカ南部諸州による未承認共和国である。1861年にアメリカ合衆国からの分離独立を宣言してから、南北戦争でアメリカ合衆国と争ったが、1865年に降伏してアメリカ合衆国に再び併合された。

## 概要
発足当初の連合国は、アメリカ南部にあるサウスカロライナ州、ミシシッピ州、フロリダ州、アラバマ州、ジョージア州、ルイジアナ州、テキサス州の7つの分離派奴隷州によって形成された共和制国家で、経済は綿花を中心とした農業とアフリカ系アメリカ人奴隷の労働力に基づくプランテーション制度に大きく依存していた。1860年11月に行われた共和党候補者エイブラハム・リンカーンは大統領選挙で西部地域への奴隷制度の拡大に反対の立場をとっていたため、奴隷制度の存続が危ぶまれていたことを確信したこれらの州は、米国への反発から離脱を宣言し、その後のアメリカ南北戦争では、南側に忠誠を誓った州が連邦（Union）として知られるようになった（その南側は連合国である）。連合国副大統領であるアレクサンダー・H・スティーブンスは、そのイデオロギーを「黒人は白人と平等ではないという偉大な真理に基づいており、奴隷制、つまり優越的な人種に従属することが彼の自然で正常な状態である」と説明していた。
リンカーンが大統領に就任する1か月前の1861年2月には、アメリカ政府から違法とされていた連合国新政府が発足していた。各州は民兵部隊を志願し、新政府は一夜にして実質的に何もない状態から自らのアメリカ連合国陸軍の結成を急いだ。4月にアメリカ南北戦争が始まると、アッパーサウスの4つの奴隷州（バージニア州、アーカンソー州、テネシー州、ノースカロライナ州）も脱退して連合国に加盟した。後に連合国軍はミズーリ州とケンタッキー州を南軍の一員として受け入れたが、いずれも公式に離脱を宣言したわけでもなく、連合国軍の支配下にあったわけでもなかった。連合国側は2つの州を支配しようとしたが、後に追放された。アメリカ合衆国政府（連邦、the Union）は分離独立の主張を拒否し、それを違法とみなした。
1861年4月12日、連合国軍がサウスカロライナ州チャールストンの港にあった連邦軍の砦、サムター要塞を攻撃したことから戦争は始まった。イギリスとフランスは交戦団体として連合国側を承認していたため、連合国軍のエージェントが民間企業と契約して武器やその他の物資を調達することを認めていたが、正式に外国の諸政府は連合国を独立した国家として認めることはなかった。1865年初頭、4年間の激しい戦闘の末、62万人から85万人の戦死者を出した連合国軍は降伏した。なお、戦争には正式な終結がなかった。1865年末までにはほぼすべての連合国軍は降伏を余儀なくされるか、意図的に解散していた。その時点までには、連合国の人員と資源が減少していたため、連合国軍は圧倒的な困難に直面していた。南北戦争の期間中、アメリカ連合国の大統領であったジェファーソン・デイビスは、連合国が「消滅した」と嘆いた。
戦後、連合国の各州は、奴隷制を禁止するアメリカ合衆国憲法修正第13条を批准した後、復興期に連邦に再加盟した。「失われた大義（Lost Cause）」イデオロギーは、連合国軍の大義はただ一つであるという考え方で、戦後数十年の間に連合国軍の元将軍や政治家の間で、また「連合国軍退役軍人の息子たち」や「連合国の娘たちの連合」のような組織の間で生まれた。特に、失われた大義についての活動が激しかった時期は、最後の連合国軍退役軍人が死に始め、彼らの記憶を保存しようとしていた時期である第一次世界大戦のころと、1950年代と1960年代の公民権運動の間に人種平等のための国民の支持が高まっていたことに反応していた時期であった。連合軍の著名な記念碑を建てたり、学校の歴史教科書を書いたりする活動を通じて、彼らは将来の世代の南部白人がジム・クロウのような白人至上主義政策を支持し続けることを保証しようとした。1950年代と1960年代の復活は、1948年にストロム・サーモンド上院議員のディキシークラットが公民権運動への反対を示すために行ったことに始まった。

## 歴史

### 背景
当時、アメリカ合衆国（USA）は南部と北部との経済・社会・政治的な相違が拡大していた。農業中心の南部では、黒人奴隷労働に依存したプランテーションが盛んで、特に綿花をヨーロッパに輸出していた。また、農園所有者が実質的に南部を支配していた。イギリスを中心とした自由貿易圏に属することが南部の利益であったため、南部は自由貿易を望んでいた。
北部では急速な工業化が行われており、新たな流動的労働力を必要とし奴隷制を必要としなかった。また、商工業振興のため、保護関税や交通網の整備などが求められ、特に南部に比べて保護貿易への期待が高かった。
南部では、南部の上げた利益が税金などとして北部の重工業化などに使われることへの反発があった。一方で、近代化し都市化する北部が人口の面でも政治・経済・文化の面でも南部を圧倒し、やがてアメリカが北部中心の国となることへの恐れがあった。アメリカを掌握する北部が次第に州の権利を弱め、奴隷制廃止などに対する南部の抵抗も不可能となり、南部の文化は破壊されるであろうという恐怖が南部に広がった。一方で北部には、南部が奴隷制を維持するだけでなく国内に広げようとしているという警戒心があり、奴隷労働が人々の職を奪うことへの危機感があった。
北部で奴隷制度廃止運動の機運が高まると、奴隷労働を必要とした南部は反発し、奴隷制を巡る合衆国内の対立はしだいに大きくなっていった。そこで、奴隷制を認める州（奴隷州）と認めない州（自由州）とを半々とすることによって勢力バランスをとるため、1820年にミズーリ州が奴隷州としてアメリカに加入する代わりに、以後北緯36度30分より北に奴隷州をつくらない、というミズーリ協定が成立した。
しかし、米墨戦争の結果、アメリカの領土は太平洋岸まで拡大し、新たに獲得した地域にできた州を奴隷州とするかどうかをめぐり奴隷州と自由州の対立が激化した。結果、カリフォルニア州を自由州として、ニューメキシコ、ユタについては州に昇格する際に住民自らが奴隷州か自由州かを決定すること（人民主権）となった。これによって、南部は奴隷州が少数派となること、すなわち上院議員の数が自由州側の方が多くなることに危機感を抱いた。

### 連邦離脱
北部を地盤とし、奴隷制拡大に反対して結党された共和党から出馬した大統領候補、エイブラハム・リンカーンが1860年末に合衆国大統領選挙に当選したことから、南部の危機感は頂点に達した。奴隷州の内、まずサウスカロライナ州が、続いてミシシッピ州、フロリダ州、アラバマ州、ジョージア州、ルイジアナ州が合衆国から脱退した。1861年2月4日、これらの州により「アメリカ連合国（CSA）」が結成された。翌日ジェファソン・デーヴィスがアメリカ連合国大統領に選出された。
1か月後の1861年3月4日、エイブラハム・リンカーンが合衆国大統領に就任する宣誓を行った。就任演説で、彼は合衆国憲法が当初の「連合規約」（1781年）より「より完璧な連合」であり、憲法は拘束力のある契約で、合衆国からの脱退は「法律上無効である」と述べた。彼は「南部州に侵入する意図はない」と述べたが、合衆国の財産の所有の維持、合衆国の諸税を徴収するためには実力も行使するとした。彼の演説は、連邦の絆を回復しようという嘆願で閉じた。連合国の各州はこれを無視した。
テキサス州では連合国に対する忠誠の宣言を行なうことを拒絶した知事サミュエル・ヒューストンを代え、3月初頭には連合国に加わった。これら7州は合衆国からの分離独立を宣言し、その境界内の陸軍・海軍の施設、港湾、および税関を管理下に収め、南北戦争の引き金を引いた。

### 南北戦争と連合拡大

連合の範囲。濃い緑はアメリカ連合国（CSA）に加わった諸州、薄い緑は州内の一部勢力が南部につき、CSAがその一部と主張したが実効支配はできなかった州（ミズーリとケンタッキー）および準州（インディアン準州およびアリゾナ準州）、途中でCSAから脱退した州（ウェストバージニア）

4月12日に、サウスカロライナ軍は、サウスカロライナ州チャールストンのサムター要塞に残っていたアメリカ合衆国（USA）政府の軍隊に砲撃を開始し、これを降伏させた。続くサムター要塞の戦いで、リンカーンはUSAに残った全ての州に対し、軍を送りサムター要塞とその他の要塞を奪還し、首都を防衛して連邦を守るよう呼びかけた。ほとんどの北部人は、CSAに対する戦いが長くなるとは予想せず、発生したばかりの反乱は迅速に打ち砕かれるであろうと信じており、リンカーンも90日間の義勇兵を募集した。この呼びかけは、さらに4つの州（バージニア州、アーカンソー州、テネシー州およびノースカロライナ州）でUSA脱退の投票結果を招き、CSAは合計11州になった。バージニア州のCSA加入で、CSAの首都はアラバマ州モンゴメリーからバージニア州リッチモンドへと移った。
ミズーリ州とケンタッキー州の政府はUSAに残ったが、それら2州からの反対党派もCSAの一員として認められた。それゆえ、CSAの数はときどき13州と数えられることもある。南軍旗の星の数が13個であるのもそれにちなむ。
インディアン準州（1907年にオクラホマ州となった）の五部族政府も、主にCSAを支援したが、中にはUSAについた勢力もあり同部族同士の戦いも起こった。ニューメキシコ準州の南部（ガズデン購入地域も含む）も、「アリゾナ準州」としてCSAに加入した。これら地域の最初の開拓者たちはCSA政府に自らの地域の併合を請願し、34度線より南の部分をCSAが統治すべく遠征せよと刺激した。アリゾナ軍も公式にCSA側の軍隊として認識された。
CSAはカリフォルニアへの輸送路を確保するために、アリゾナ準州およびニューメキシコ準州を確保しようとした。ニューメキシコ遠征に先立って、ヘンリー・ホプキンス・シブレー将軍はニューメキシコの人々に対し、CSAの名において準州を手に入れる意図を宣言した。CSA軍は1862年3月13日から4月8日の短期間、準州の首都サンタフェを占拠したが、グロリエタの戦いで打撃を受け西部での勢いをそがれた。
奴隷制がまだ合法であったすべての地域がCSAに加わるとは限らなかった。1861年、メリーランド州（合衆国首都ワシントンD.C.に三方から接する境界州）では、USA脱退の試みを阻止するために戒厳令が宣言された。奴隷州であったデラウェア州では、USA脱退は全く考えられていなかった。アメリカ合衆国連邦政府直轄地であるゆえに北軍に留まったワシントンD.C.では、開戦時点で奴隷制度が存続していたが、戦時中の1862年4月16日に奴隷制度廃止となった。

### 連合の終焉

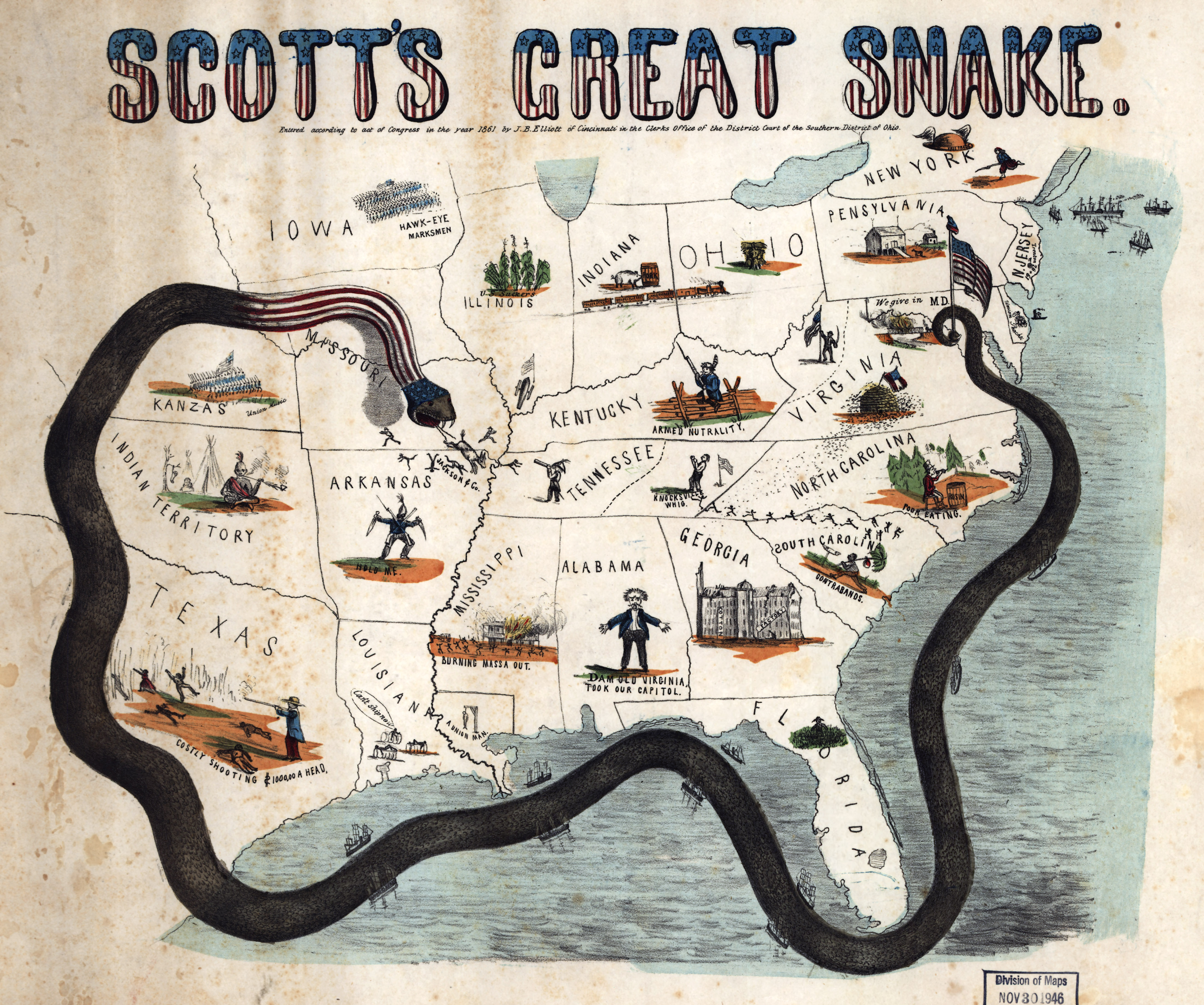
北軍による海上封鎖の風刺画。北軍総司令官ウィンフィールド・スコットの立案した、ミシシッピ川、大西洋、メキシコ湾の主要な港を抑えて南部を封鎖する「アナコンダ作戦」の一部をなす

CSAは国債金利でUSAに対し非常な劣勢に立たされていた（#経済）。
1863年、戦争のさなか、バージニア州西部のホイーリングにあった連邦主義者たちの「残部議会（臀部議会、正式な議会が崩壊したあとに残された議会）」は48の郡がバージニア州から脱退することを宣言し、徐々に奴隷制度を廃止するという州憲法を制定してUSAにウェストバージニア州の名で加入した。他の州の一部にあった、CSAから脱退しようという同様の試み（顕著な例ではテネシー州東部）は、CSAが宣言した戒厳令によって食い止められた。
CSAは緒戦の勢いを失い、双方の首都をめぐりバージニア州で行われていた東部戦線は膠着状態に陥る一方、南軍の西部戦線にほころびが生じた。また、北軍は中西部方面からミシシッピ川沿いに南下し、CSAを北・西・南から包囲する戦略をとった。北軍が南部諸港湾に対してとった海上封鎖（北軍による海上封鎖を参照）は功を奏し、CSAの商品輸出や兵站は打撃を受けた。
1864年9月には西から進撃した北軍のウィリアム・シャーマンがジョージア州アトランタを陥落させ焼き払い、連合国の領域をミシシッピ河を挟んで東西に分断してしまい、ミシシッピ以西地域からの食糧がとだえることになる。さらに、サバナへの「海への進軍」と翌1865年のバージニアに向けての進撃でジョージア州と南北カロライナ州の綿花地帯はことごとく破壊された。CSAは南北からの挟み撃ちに遭い、1865年4月3日にCSAの首都リッチモンドが陥落した。
1865年4月9日、アポマトックス・コートハウスでのロバート・E・リー将軍率いる北バージニア軍の降伏が、「アメリカ連合国」の最後とみなされている。CSA大統領のデーヴィスは5月10日ジョージア州アーウィンヴィルで逮捕され、残るCSAの兵士は6月までには降伏した。最後のCSAの国旗は、1865年8月2日、CSAの海軍巡洋艦シェナンドアの艦上から引き下ろされた。

### その後の南部再建
CSA崩壊後の南部ではUSA政府による再建（レコンストラクション）が開始されたが、いったん合衆国を脱退した南部諸州の復帰と数百万人の解放奴隷の処遇をめぐって紛糾した。アンドリュー・ジョンソン大統領は南部宥和政策を採り、特赦により南部の地域指導者のほとんどが公職復帰した。
しかしその後、南部各州で黒人の取締法が制定されたり黒人や奴隷解放論者に対する暴力が横行したため、共和党が多数を占めるUSAの連邦議会で1867年軍事再建法が制定され、南部は軍政下に置かれ旧指導者は再度公職追放された。合衆国軍の支配下で南部の再建州政府は経済基盤の再建、産業再生、黒人の政界進出などを図ったが、黒人への土地分配は思うように進まなかった。南部白人はクー・クラックス・クランなど秘密結社を作り武装抵抗や黒人への暴力を継続した。
やがて北部も南部の人種的平等や再建への関心を失い、南部では民主党が相次いで政権を奪取した。1877年に再建半ばで合衆国軍が北部へ撤退したあとは白人が巻き返しを行い、民主党に白人が結集して「堅固な南部」（solid south）と称される堅い民主党支配を築き上げ、南部各州の黒人は再び政治的・社会的権利を失い「どん底時代」と呼ばれる抑圧の時期が訪れた。公職に復帰した白人たちはジム・クロウ法など、「分離すれども平等」と称する、差別を合法化する法律を多く制定し、結局南部の黒人が本当の意味で「解放」されるのは1960年代になってからであった。1950年代に始まった公民権運動が1964年に公民権法制定という大きな実を結んだのである。この法律によって（少なくとも公的には）黒人に対する差別は終焉を告げた。

## 政治

### 憲法
アメリカ連合国憲法（the Constitution of the Confederate States of America）は、連邦（USA）からの分離の動機についてより深く洞察するもとを提供してくれる。連合国憲法は合衆国の大元となった連合規約とアメリカ合衆国憲法の両方にある程度基づいているが、州の権利についての原理をより一層強調したことを反映して、中央政府の力を弱めている。また、国際的に奴隷貿易は禁止されていたにもかかわらず、奴隷制の厳格な保護を掲げている。連合国憲法では、序文において「主権をもち独立した性格で行動する各州」と謳われていたが、同時に「恒久的な連合政府」の結成についても言及していた。また、奴隷制は憲法で保護されながら、同時にCSAの外から新たな奴隷を輸入することは禁じていた（合衆国の中の奴隷州からの輸入は除く）など、やや矛盾する箇所もあった。
連合国憲法と合衆国憲法とで大きく違っている条項は、分離した諸州の合衆国政府に対する不平不満が表現されている部分でもある。たとえば、CSA政府は保護関税を課すことを憲法で自ら禁じ、南部の港を国際貿易・自由貿易に対してより魅力的にしようとしていた。分離独立宣言より以前、ほとんどの南部人は合衆国の保護関税制度を、綿花輸出に生きる農業中心の南部を犠牲にしながら、工業を保護して北部を豊かにする手段であるとみなしていた。また、CSA政府は一つの州からの歳入を他の州の公共事業のための財政援助金とすることを憲法で自ら禁じていた。
連合国憲法の草案を作るにあたって、奴隷州だけにCSA加盟を認める、アフリカとの奴隷貿易を回復する、などのいくつかの過激な提案は却下された。また、憲法には各州に分離独立を認める条項を設けないことを明確にした。南部人は、これを合衆国憲法も各州に放棄を求めなかった主権国家の本質的な権利であるとみなし、それゆえそのような分離条項を設けてしまえば、合衆国からの分離を決めた南部諸州のもともとの合意を弱めてしまうであろうと考えた。
アメリカ連合国大統領は6年ごとに選挙で選ばれ、再選はできなかった。大統領が任期を満了する前にCSAは戦争に敗れたため、大統領は結局ジェファソン・デーヴィスただ一人のみであった。連合大統領に保障された特にユニークな権限は、項目別拒否権（すでにいくつかの州の知事が持っていた、法律や予算案などの特定の条項だけを拒否できる権利。合衆国では1990年代後半にやっと大統領に与えられた）に基づき法案を提出できるようにしたことであった。アメリカ連合国議会は大統領による拒否権や項目別拒否権の発動を、合衆国議会同様3分の2の多数決で覆すことができた。しかし、連合国憲法の残りの大部分は、一字一句、合衆国憲法の引き写しであった。
紙幣や切手といった形で印刷された通貨は、各州が発行してCSAの名によって保障し流通させることができた。政府は連合硬貨の発行を検討した。デザイン、鋳型、4つのプルーフ硬貨（試し打ち、収集用）が作られたが、金塊の不足により一般用の硬貨鋳造はついに行われなかった。

### 首都
CSAの首都は、1861年2月4日から1861年5月29日までアラバマ州モンゴメリーにあった。1861年5月6日にバージニア州リッチモンドを新たな首都とすると宣言し、5月29日以降リッチモンドへ移転した。戦争終結の直前、CSA政府は戦火にさらされたリッチモンドを脱出し、ジョージア州アトランタやサウスカロライナ州コロンビアなど、より南への再移転を計画していたが、実現しなかった。リー将軍のアポマトックス・コートハウスでの降伏の直前、バージニア州ダンヴィルが1865年4月3日から4月10日の約1週間のみ、CSA最後の首都となった。

### 外交と法的地位
アメリカ連合国の法的地位は、その存在期間中、また戦後長い間議論の対象となった。その存在の間、CSAはいくつかのヨーロッパの列強諸国（フランスとイギリスを含む）と外交交渉を行った。しかし、CSAがヨーロッパ諸国から受け取った公式な外交的承認は、ドイツのザクセン＝コーブルク＝ゴータ公国の君主エルンスト2世からだけであった。
イギリスはUSAとは遺恨があり、南部による綿花貿易では受益者でもあり、また、1861年11月に勃発した「トレント号事件」（英仏へ向かうCSAの外交官を乗せたイギリス船トレント号をUSAの軍艦が停止させ、公使2人を逮捕した事件）によって世論が激昂したため、もう少しのところでアメリカ連合国承認に傾くところであった。イギリスはメキシコ出兵とメキシコ帝国建国に熱中していたフランス皇帝ナポレオン3世と組み、南北戦争の調停を申し出る準備を行った。しかし、1862年9月のアンティータムの戦いでの南軍の大敗と、それに続く1863年1月のリンカーンによる奴隷解放宣言によって、USAが軍事的に勝利しつつある上に「奴隷制の廃止」という大義までも手にしたことをイギリスやフランスほか各国も認識し、こぞってCSAの国家としての承認から手を引くこととなった。戦争中、他のヨーロッパ諸国も中立を守り、非公式にCSAの外交官とも会ったが、承認はしないままに終わった。ただしその代わり、国際法の原則を適用し、南北の双方を「交戦国」と見なしたため、CSA軍艦はヨーロッパの港湾でUSA軍艦同様の扱いを受けることができた。カナダは南北双方の政府人員が領内で公開的に活動することを許し、メキシコ北部のいくつかの州はテキサス州境での貿易に関する地方同士の合意を結んだ。
4年間の存続の間、CSAは独立国家を主張して数十人の外交官を海外に送り出した。それとは対極的に、USAはCSAを反乱中の地方政権に過ぎないと主張し、その地位のいかなる公認も拒否した。この論争が効いたのか、USAがCSAに対する経済封鎖を宣言して戦争を続けるさなか、CSAはUSAの敵意に対し、公式な宣戦布告を行った。戦争中の南北双方による交渉は、USAが政府としての公式な承認をCSAに対し行わないまま始められたが、双方の軍事行動は戦時国際法によって調整された。
戦争の4年後、連邦最高裁は「テキサス州対ホワイト事件」の判決でテキサス州に対し、USAからの分離は違憲で法的に無効であるとした。判決は最高裁判所長官サーモン・P・チェース（リンカーン政権の財務長官）によって言い渡された。チェースの判決はすぐさま攻撃の的となり、今なお論議を呼んでいる。ジェファソン・デービスやアレクサンダー・スティーブンスといった評論家たちは、このときに起こった連邦離脱の合法性を主張する法的論争について詳述している（デービスの『Rise and Fall of the Confederate Government』など）。

### 南部連合旗
| 1st National Flag                       | 2nd National Flag                  | 3rd National Flag                           | CSA Naval Jack                                   |
| 最初の国旗 「スターズ・アンド・バーズ」 | 2番目の国旗 「ステンレス・バナー」 | 最後の国旗 「ブラッド・ステインド・バナー」 | 1863年-1865年の海軍の国籍旗 「レベル・フラッグ」 |

CSAの「国旗」は3つあった。最初の国旗「スターズ・アンド・バーズ "Stars and Bars"」と呼ばれ、最初にCSAを形成した7州を象徴する7つの星があしらわれた。しかし、この旗は戦闘時の混乱の中ではあまりにもUSAの星条旗に似ていて混乱が絶えなかったため、CSAの軍旗（南軍旗）「サザンクロス」が戦闘時に通常使用される旗となり、後の2つの国旗（2番目の国旗「ステンレス・バナー "Stainless Banner"」と最後の国旗「ブラッド・ステインド・バナー "Blood Stained Banner"」）にもサザンクロスのデザインが左上にあしらわれることとなった。
サザンクロスは13の星があしらわれており、サムター要塞の戦いの後に加盟した4州と、南部を承認したケンタッキー州とミズーリ州の分離主義者政府を表している。実際の南軍旗サザンクロスは正方形の旗であるが、今でも目にする長方形の旗（「レベル・フラッグ」）は実際には第一テネシー軍の旗であり、南部海軍の国籍旗（艦首旗）でもあり、どちらにしても正式の国旗ではない。ただし、20世紀に入ってからレベル・フラッグは南部の旗として多くのメディアに登場し、このため今日アメリカではこれがCSAの「国旗」と一般には認識されるようになっている。

### 連合の政治的指導者
- ジェファソン・デイヴィス（ミシシッピ州） - 南部連合の大統領
- アレクサンダー・スティーヴンズ（ジョージア州） - 南部連合の副大統領
- ロバート・トゥームズ（ジョージア州） - 初代国務長官
- リロイ・ポウプ・ウォーカー（アラバマ州） - 陸軍長官
- ジョージ・W・ランドルフ（ヴァージニア州） - 准将、陸軍長官
- ジョン・C・ブレッキニリッジ（ケンタッキー州） - 陸軍長官、およびジェームズ・ブキャナンの下のアメリカ合衆国副大統領
- ジュダ・ベンジャミン（ルイジアナ州） - 司法長官、陸軍長官、国務長官
- スティーヴン・マロリー（フロリダ州） - 海軍長官
- クリストファー・メミンジャー（サウスカロライナ州) - 初代財務長官
- ジョン・レーガン（テキサス州） - 郵政長官、第3代財務長官
- ジョン・タイラー - 南部連合国会議員、第10代アメリカ合衆国大統領
- ハウエル・コブ（ジョージア州） - 議会議長および前アメリカ合衆国下院議長
- ウィリアム・L・ヤンセイ（アラバマ州） - 上院議員および委員
- ロバート・ウッドワード・バーンウェル - 議会議長

## 経済
戦費を調達しようとするときに国債金利は焦点となる。1863年初頭、かねてから大量発行していた政府紙幣グレイバックに、CSAは課税してまで8％利付き国債へ乗り換えさせた。そのCSA国債は金に対して価格が下落していった。11月半ばには金利が100％を超え、翌1864年12月半ばには218％に達した。CSAはUSAに最初から国債金利で負けていた。
CSAの経済は農業、特に奴隷労働を使ったプランテーションに依存していた。CSAの主要産品は綿花、コメ、タバコ、サトウキビであり、ほか牧畜がいくらかと多くの穀物生産があった。
CSAを構成した南部諸州（ミズーリとケンタッキーを除く）は1860年に1億5500万ドルの工業製品を生産したが、これは合衆国全体の10%程度に過ぎなかった。主な製品は小麦粉、コーンミール（ひき割りとうもろこし）、木材、加工したタバコ、綿製品、テレピン油であった。武器・弾薬製造においても、南部は合衆国全体の数パーセントしか生産せず、圧倒的不利にあった。
一方、南部は英仏などヨーロッパの工業国に対する綿花貿易により、合衆国の輸出総額の70%を占めていた。開戦前、南部の産品の75%が北部やヨーロッパに移出されていた。CSAはここに堅い経済基盤があると信じ、自由貿易政策を採ったが、合衆国による経済封鎖によって機能しなかった。十分な金融資産を持たなかったことが、戦費を紙幣乱造によってまかなうこととなり、激しいインフレーションにつながった。
南北戦争の結果、南部の農業基盤や交通などのインフラは激しく破壊され、20世紀に入るまで南部諸州の経済は場所によっては南北戦争以前の規模に戻らなかった。

## 軍事
CSA軍は以下の三軍で構成されていた。
- アメリカ連合国陸軍（Confederate States Army）
- アメリカ連合国海軍（Confederate States Navy）
- アメリカ連合国海兵隊（英語版）（Confederate States Marine Corps）

CSAの軍事指導者は、ほぼ全員が、開戦前に合衆国陸軍および合衆国海軍の職を辞してCSA軍の高位職に就いた元合衆国軍人で占められていた。士官はほとんどが南部のジェントリ（貴族的な農場主）たちで構成され、尉官（junior officers）や佐官（field grade officers）は兵隊たちからの立候補で選出した。CSA軍には独自の士官学校などが存在しなかったが、南部の多くのカレッジ（例えばVirginia Military Institute：ヴァージニア軍事大学、ヴァージニア士官学校とも）は戦場に立つ多くの軍人を供給した。海軍兵学校は1863年、ジェームズ川に浮かぶCSA海軍軍艦パトリック・ヘンリーの艦上で発足したが、CSA崩壊までの間に卒業生を出すことができなかった。
陸軍の兵隊は平均年齢16歳から28歳の間の白人男子で構成されていた。南北戦争の末期にいたり、12歳以上の少年も兵士として戦闘にあて、さらにCSA軍に志願した黒人奴隷に自由を与えるという、奴隷制堅持という立場からすればある意味で本末転倒な法案を可決させ、全員黒人の連隊も発足させた。しかし、北部に比べてその導入はあまりに遅すぎたため、戦力として有効に活用できたのは限られたケースのみであったと伝えられる。

### 連合の軍指導者
- ロバート・E・リー（バージニア州） - 陸軍大将
- アルバート・シドニー・ジョンストン（ケンタッキー州） - 陸軍大将
- ジョーゼフ・E・ジョンストン（バージニア州） - 陸軍大将
- ブラクストン・ブラッグ（ノースカロライナ州） - 陸軍大将
- P・G・T・ボーリガード（ルイジアナ州） - 陸軍大将
- ジェームス・ロングストリート（サウスカロライナ州） - 陸軍中将
- ストーンウォール・ジャクソン（バージニア州） - 陸軍中将
- A・P・ヒル（バージニア州） - 陸軍中将
- ジョン・ベル・フッド（テキサス州） - 陸軍中将
- ウェイド・ハンプトン（サウスカロライナ州） - 陸軍中将
- ネイサン・ベッドフォード・フォレスト（テネシー州） - 陸軍中将
- ジェブ・スチュアート（バージニア州） - 陸軍少将
- エドワード・ポーター・アレクサンダー（ジョージア州） - 陸軍准将
- フランクリン・ブキャナン（メリーランド州） - 海軍大将
- ラファエル・シームズ（メリーランド州） - 海軍少将
- ジョサイア・タットノール（ジョージア州） - 海軍准将
- スタンド・ワティー（インディアン特別保護区、現オクラホマ州） - 陸軍大将
- レオニダス・ポーク（テネシー州、ルイジアナ州） - 司教、陸軍中将
- ジュバル・アーリー（バージニア州） - 陸軍中将

## 地理および構成諸州

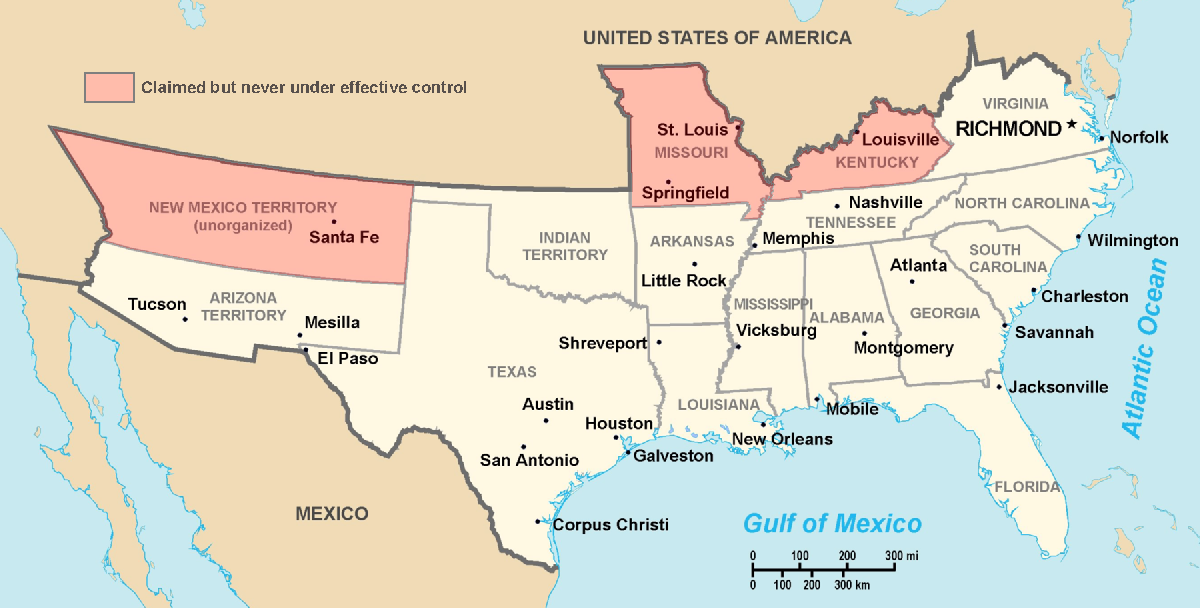
アメリカ連合国の地図、1861年～1865年。赤い部分は領有を主張したが実効支配できなかった部分（ケンタッキー州とミズーリ州の分離主義者政府など）。またウェストバージニア州の脱退は反映されていない

アメリカ連合国は北アメリカ大陸の南部に位置し、温暖な冬季と長くて蒸し暑い夏季のある湿潤な亜熱帯気候であった。
CSA領内は北部と比べて都市化が進んでおらず、CSAの範囲はほとんどが農村であった。人口1,000人を越える町も少なく、郡庁所在地も多くは人口500人以下であった。1860年の国勢調査で合衆国の10大都市に入ったのは唯一ニューオーリンズ（1862年、北軍により占領）だけであった。また、100大都市に入った南部の街はわずか13しかなく、その多くは合衆国による封鎖で経済が行き詰まった。CSA首都リッチモンドは首都が置かれて以降人口が増えたものの、1864年の推計で人口は12万8000人しかなかった。CSA自体の人口も4百万の奴隷人口を含めてやっと1千3百万程度であり、北部の2千2百万とは大きな隔たりがあった。
| 州名               | 合衆国脱退     | 連合加盟      | 合衆国再加入                       | 地方自治の再建 |
| ------------------ | -------------- | ------------- | ---------------------------------- | -------------- |
| サウスカロライナ州 | 1860年12月20日 | 1861年2月4日  | 1868年7月9日                       | 1876年11月28日 |
| ミシシッピ州       | 1861年1月9日   | 1861年2月4日  | 1870年2月23日                      | 1876年1月4日   |
| フロリダ州         | 1861年1月10日  | 1861年2月4日  | 1868年6月25日                      | 1877年1月2日   |
| アラバマ州         | 1861年1月11日  | 1861年2月4日  | 1868年7月14日                      | 1874年11月16日 |
| ジョージア州       | 1861年1月19日  | 1861年2月4日  | 1870年7月15日                      | 1871年11月1日  |
| ルイジアナ州       | 1861年1月26日  | 1861年2月4日  | 1868年6月25日 もしくは1868年7月9日 | 1877年1月2日   |
| テキサス州         | 1861年2月1日   | 1861年3月2日  | 1870年3月30日                      | 1873年1月14日  |
| バージニア州       | 1861年4月17日  | 1861年5月7日  | 1870年1月26日                      | 1869年10月5日  |
| アーカンソー州     | 1861年5月6日   | 1861年5月18日 | 1868年6月22日                      | 1874年11月10日 |
| テネシー州         | 1861年5月6日   | 1861年5月16日 | 1866年7月24日                      | 1869年10月4日  |
| ノースカロライナ州 | 1861年5月21日  | 1861年5月16日 | 1868年7月4日                       | 1871年2月2日   |

|     | 都市名                           | 1860年の人口 | 合衆国内順位 | 合衆国による占領 |
| 1.  | ルイジアナ州ニューオーリンズ     | 168,675      | 6            | 1862年           |
| 2.  | サウスカロライナ州チャールストン | 40,522       | 22           | 1865年           |
| 3.  | バージニア州リッチモンド         | 37,910       | 25           | 1865年           |
| 4.  | アラバマ州モービル               | 29,258       | 27           | 1865年           |
| 5.  | テネシー州メンフィス             | 22,623       | 38           | 1862年           |
| 6.  | ジョージア州サバンナ             | 22,292       | 41           | 1864年           |
| 7.  | バージニア州ピータースバーグ     | 18,266       | 50           | 1865年           |
| 8.  | テネシー州ナッシュビル           | 16,988       | 54           | 1862年           |
| 9.  | バージニア州ノーフォーク         | 14,620       | 61           | 1862年           |
| 10. | ジョージア州オーガスタ           | 12,493       | 77           | 1865年           |
| 11. | ジョージア州コロンバス           | 9,621        | 97           | 1865年           |
| 12. | ジョージア州アトランタ           | 9,554        | 99           | 1864年           |
| 13. | ノースカロライナ州ウィルミントン | 9,553        | 100          | 1865年           |